# Mikado (snoep)
Mikado, buiten Europa bekend als Pocky (ポッキー, Pokkī), is een Japanse snack die geproduceerd wordt door Ezaki Glico. Het zijn biscuits in de vorm van stokjes die zijn bedekt met chocolade. Ze werden in Japan voor het eerst verkocht in 1966.

## Europa
De snack is sinds 1983 onder de merknaam Mikado ook verkrijgbaar in Europa. Ze wordt onder andere verkocht in Frankrijk, de Benelux, Duitsland, Italië, Spanje, Oostenrijk, Zwitserland en het Verenigd Koninkrijk. Mikado is een handelsmerk van Générale Biscuit Glico France S.A. en wordt gedistribueerd door Mondelēz International en hun dochteronderneming LU.
Mikado wordt onder andere verkocht in de smaken melkchocolade, pure chocolade, witte chocolade en meerdere varianten van King Choco (chocolat saveur praliné, zachte chocolade, zwarte chocolade).

## Naam
De naam is ontleend aan het spel Mikado dat met lange dunne stokjes wordt gespeeld. 